# Taís Lobo
Taís Lobo é uma jornalista brasileira que no ano de 2010 recebeu o prêmio Mulher Imprensa na categoria Assessoria de Imprensa.